# L'Abeille de la Nouvelle-Orléans
La Abeja de Nueva Orleans (Francés: L'Abeille de la Nouvelle-Orléans, Inglés: The New Orleans Bee) era un periódico en Nueva Orleans, Luisiana, Estados Unidos. La publicación inició el 1 de septiembre de 1827. Tenía contenido en francés (todos los años), inglés (algunos años), y español (1829-1830). La publicación concluyó en 1925.